# Listă de actori pakistanezi
Aceasta este o listă de actori pakistanezi. 
Cuprins: Început - 0–9 A B C D E F G H I J K L M N O P Q R S T U V W X Y Z

## A
- Abdullah Ejaz
- Abdullah Kadwani
- Abdur Rashid Kardar
- Abid Ali
- Abid Kashmiri
- Abid Khan
- Adeeb
- Adeel Hashmi
- Adeel Hussain
- Adil Murad
- Adnan Khan
- Adnan Jaffar
- Adnan Malik
- Adnan Siddiqui
- Afzal Khan
- Ahmed Ali Butt
- Ahmed Butt
- Ahmed Jahanzeb
- Ahsan Khan
- Aijaz Aslam
- Ajab Gul
- Akmal Khan
- Alamzeb Mujahid
- Albela
- Ali Haider
- Ali Rehman Khan
- Ali Zafar
- Allauddin
- Alyy Khan
- Anwar Solangi
- Asad Malik
- Asif Raza Mir
- Aslam Pervaiz
- Atif Aslam
- Ayaz Samoo
- Azfar Rehman

## B
- Babar Ali
- Badar Munir
- Bilal Ashraf
- Behroze Sabzwari
- Babu Baral

## C
- Cezanne Khan

## D
- Danish Nawaz
- Deedar
- Danish Taimoor
- Darpan

## E
- Ejaz Durrani
- Emi Khan

## F
- Fahad Mustafa
- Faisal Rehman
- Faisal Qureshi
- Farooq Qaiser
- Fawad Afzal Khan
- Faysal Qureshi
- Feroze Khan
- Firdous Jamal
- Faizan Khawaja

## G
- Ghulam Mohiuddin
- Ghayyur Akhtar

## H
- Hamza Ali Abbasi
- Habib-ur-Rehman
- Hameed Sheikh
- Hamid Rana
- Hassam Khan
- Hasan Jahangir
- Hassan Niazi
- Hayatullah Khan Durrani
- Humayun Saeed

## I
- Iftikhar Thakur
- Ilyas Kashmiri
- Imran Abbas Naqvi
- Imran Aslam
- Imran Khan
- Inayat Hussain Bhatti
- Iqbal Theba
- Irfan Khoosat
- Ismail Tara
- Ismail Shahid
- Izhar Qazi

## J
- Jamal Shah
- Jamil Fakhri
- Jamshed Ansari
- Javed Sheikh
- Jawad Bashir
- Junaid Khan

## K
- Kader Khan
- Kamal Irani
- Kanwar Arsalan
- Kashif Khan
- Kashif Mehmood
- Khalid Abbas Dar
- Khayyam Sarhadi

## L
- Latif Kapadia
- Lehri
- Liaquat Soldier

## M
- Mahmood Ali
- Mani
- Mehmood Akhtar
- Mansha Pasha
- Munawar Zarif
- Malik Anokha
- Murtaza Hassan
- Mehmood Aslam
- Mikaal Zulfiqar
- Moammar Rana
- Mohammad Ali
- Mohammed Ehteshamuddin
- Mohib Mirza
- Mohsin Khan
- Mohsin Abbas Haider
- Moin Akhter
- Mukarram
- Murtaza Hassan
- Mustafa Qureshi
- Mustansar Hussain Tarar

## N
- Nabeel
- Nadeem Baig
- Naeem Haq
- Naeem Hashmi
- Najeebullah Anjum
- Naseem Vicky
- Nasir Chinyoti
- Nayyar Ejaz
- Nazir Ahmed Khan
- Nirala
- Noman Ijaz
- Noman Masood
- Noor Hassan Rizvi
- Nouman Javaid

## O
- Osman Khalid Butt

## Q
- Qavi Khan
- Qazi Wajid
- Qurat-ul-Ain Balouch

## R
- Rahman Syed
- Rasheed Naz
- Rashid Mehmood
- Rauf Khalid
- Rauf Lala
- Rizwan Wasti

## S
- Saad Haroon
- Saeed Khan Rangeela
- Sheheryar Munawar Siddiqui
- Sahir Lodhi
- Sajjad Ali
- Sajjad Kishwar
- Sajid Hasan
- Salahuddin Toofani
- Saleem Sheikh
- Salim Nasir
- Salman Shahid
- Saloni
- Sami Khan
- Sami Shah
- Santosh Kumar
- Sarmad Khoosat
- Saud
- Shaan
- Shabbir Jan
- Shafi Muhammad Shah
- Shafqat Cheema
- Shahid
- Shahid Khan
- Shehroz Sabzwari
- Shahood Alvi
- Shakeel Hussain Khan
- Shakeel
- Shamil Khan
- Shamoon Abbasi
- Shehroz Sabzwari
- Shehzad Sheikh
- Sikander Rizvi
- Sikandar Sanam
- Sikander Zaman Khan
- Sohail Ahmed
- Subhani ba Yunus
- Sudhir
- Sultan Rahi
- Swaran Lata
- Syed Ishrat Abbas
- Syed Kamal
- Syed Musa Raza

## T
- Tariq Aziz
- Tauqeer Nasir
- Tariq Mustafa
- Tariq Teddy

## U
- Umer Sharif
- Usman Peerzada

## W
- Waheed Murad
- Waqar Zaka
- Waseem Abbas

## Y
- Yasir Hussain
- Yasir Nawaz
- Yousuf Khan

## Z
- Zain Khan
- Zia Mohyeddin
- Zuhab Khan
- Zulqarnain Haider

## A
- Adnan Khan
- Aaminah Haq
- Aamina Sheikh
- Armeena Khan
- Ayeza Khan
- Ainy Jaffri
- Aleena
- Alishba Yousuf
- Angeline Malik
- Anjuman
- Anoushey Ashraf
- Anusheh Asad
- Arjumand Rahim
- Arisha Razi
- Asha Posley
- Atiqa Odho
- Ayesha Khan
- Ayesha Omar
- Ayesha Sana
- Ayeza Khan
- Ayyan Ali
- Azra Sherwani
- Azra Aftab
- Arij Fatyma

## B
- Babra Sharif
- Badar Khalil
- Beenish Chohan
- Bahar Begum
- Begum Khurshid Mirza
- Bushra Ansari
- Bushra Farrukh

## D
- Deeba
- Deedar

## F
- Farah Hussain
- Farah Shah
- Fatima Effendi Kanwar
- Fazila Qazi

∗ Feroze Khan

## H
- Hareem Farooq
- Hina Dilpazeer
- Hina Shaheen
- Hina Sultan
- Hira
- Humaima Malik
- Husna

## I
- Iffat Rahim
- Iman Ali
- Iram Hassan
- Ismat Zaidi

## J
- Jana Malik
- Javeria Abbasi
- Javeria Saud
- Jia Ali
- Juggan Kazim

## K
- Kaveeta
- Khalida Riyasat
- Khushboo
- Komal Rizvi

## L
- Laila Khan
- Laila Zuberi

## M
- Madeeha Gauhar
- Madiha Iftikhar
- Madiha Shah
- Mahira Khan
- Maheen Rizvi
- Mahnoor Baloch
- Maira Khan
- Mansha Pasha
- Maria Wasti
- Marina Khan
- Mariyam Khalif
- Maryam Fatima
- Maryam Nafees
- Mathira
- Maya Ali
- Meera
- Meesha Shafi
- Mehr Hassan
- Mehreen Raheel
- Mehreen Syed
- Mehwish Hayat
- Mishi Khan
- Momal Sheikh
- Mona Lizza
- Musarrat Nazir
- Mawra Hocane

## N
- Nadia Afghan
- Nadia Hussain
- Nadia Khan
- Naheed Shabbir
- Nargis
- Naveen Waqar
- Nayyar Sultana
- Neelam Muneer
- Neeli
- Neelo
- Nida Yasir
- Nimra Bucha
- Nirma
- Noor Bukhari
- Noor Jehan

## Q
- Qandeel Baloch

## R
- Rabia Butt
- Rani
- Reema Khan
- Resham
- Rubina Ashraf
- Rubya Chaudhry

## S
- Saba Hameed
- Saba Qamar
- Sabiha Khanum
- Saboor Ali
- Sadia Imam
- Saeeda Imtiaz
- Sahiba Afzal
- Saima Noor
- Saira Khan
- Sajal Ali
- Salma Mumtaz
- Salma Agha
- Saloni
- Samina Ahmad
- Samina Peerzada
- Samiya Mumtaz
- Sana Askari
- Sana Nawaz
- Sanam Baloch
- Sanam Chaudhry
- Sanam Jung
- Sanam Saeed
- Sangeeta
- Sania Saeed
- Sara Loren
- Sarah Khan
- Sarwat Gilani
- Savera Nadeem
- Shabnam
- Shagufta Ejaz
- Shamim Ara
- Shamim Bano
- Shehnaz Sheikh
- Sohai Ali Abro
- Somy Ali
- Sonya Jehan
- Sumbul Iqbal
- Suzain Fatima
- Swaran Lata
- Syra Yousuf

- Saba Hameed
- Saba Qamar
- Sabiha Khanum
- Saboor Ali
- Sadia Imam
- Saeeda Imtiaz
- Sahiba Afzal
- Saima Noor
- Saira Khan
- Sajal Ali
- Salma Mumtaz
- Salma Agha
- Saloni
- Samina Ahmad
- Samina Peerzada
- Samiya Mumtaz
- Sana Askari
- Sana Nawaz
- Sanam Baloch
- Sanam Chaudhry
- Sanam Jung
- Sanam Saeed
- Sangeeta
- Sania Saeed
- Sara Loren
- Sarah Khan
- Sarwat Gilani
- Savera Nadeem
- Shabnam
- Shagufta Ejaz
- Shamim Ara
- Shamim Bano
- Shehnaz Sheikh
- Sohai Ali Abro
- Somy Ali
- Sonya Jehan
- Sumbul Iqbal
- Suzain Fatima
- Swaran Lata
- Syra Yousuf

## U
- Ushna Shah
- Uzra Butt
- Urwa Hocane

## V
- Vaneeza Ahmad
- Veena Malik

## Y
- Yumna Zaidi
- Yasra Rizvi

## Z
- Zainub Qayyum
- Zara Akbar
- Zara Sheikh
- Zeba
- Zeba Ali
- Zeba Bakhtiar
- Zhalay Sarhadi
- Zarnish Khan

## Vezi și
- Listă de regizori pakistanezi